# Maîtrise Saint-Evode de la cathédrale de Rouen
La maîtrise Saint-Evode de la cathédrale Notre-Dame de Rouen a été créée au XIIIe siècle, en même temps que l’église.
Le compositeur François-Adrien Boieldieu (1775-1834), le chef d'orchestre Paul Paray (1886-1979) et le compositeur Maurice Duruflé (1902-1986) ont été formés dans le chœur de cette cathédrale organisée aujourd'hui sur le même principe que la maîtrise de Reims (classes à horaires aménagés ou à horaires traditionnels). Le baryton-martin et professeur au Conservatoire de Paris, Camille Maurane (1911-2010), l'a été également, pendant trois ans (jusqu'au décès tragique de sa mère). La maîtrise de la cathédrale de Rouen ou « maîtrise Saint-Évode » est constituée, outre la maîtrise proprement dite, de plusieurs ensembles vocaux à vocation spécifique : le « Jeune Chœur », le « Chœur de chambre », la « Schola grégorienne ». En 2010-2011, elle comptait 55 adolescents.

## Histoire

### Des origines à la Révolution
On ne possède aucun document précis relatif à la fondation de la Maîtrise. Cette institution multiséculaire fait une apparition discrète dans l'histoire de la cathédrale, au XIVe siècle : « Son histoire positive - écrit l'abbé Collette - ne commence, en somme, qu'avec les registres des délibérations du chapitre [les « registres capitulaires »], indiquent qu'elle se composait en 1377 de quatre "enfants d'autel" (pueri altaris) dirigés par un maître appelé Médard ». C'était peu (environ la moitié des chiffres minimums courants), mais on sait que cette période correspond à la guerre de Cent Ans.
Les écrits de saint Victrice, évêque de Rouen et contemporain de saint Martin de Tours et saint Évode suggèrent que, dès la fin du IVe siècle, des enfants participaient aux célébrations liturgiques.
Enfin, au XIIe siècle, un « office de pasteurs », (messe du jour de Noël) confie l'intonation du Gloria à des enfants postés dans les galeries supérieures de la cathédrale. Cela ressemble concrètement à un travail de maîtrisiens, les chœurs d'églises tels qu'ils vécurent en France jusqu'à la Révolution, ayant été créés par Charlemagne, au début du IXe siècle. Le reste du chœur était composé de chantres (de choristes) adultes professionnels, tous des hommes, comme partout en Europe. Il n'y eut jamais de castrats en France.

### Vie du maîtrisien au Moyen Âge
Les registres canoniaux montrent que ces jeunes garçons mènent une vie quasi-monastique, à une époque où le culte divin est célébré presque sans discontinuité, du matin au soir, et du soir au matin.
Pour chanter au chœur, ils sont vêtus d'une soutane violette en drap, d'une aube unie (blanche, comme son nom l'indique), ou bien d'un camail se terminant en pointe, comme ceux des chanoines de l'époque. L'hiver, on les habille de longs manteaux noirs à queue. Ils ont de plus le crâne entièrement rasé, si bien qu'un chanoine du début du XVe siècle fait une fondation par devant tabellion pour leur payer à perpétuité de chauds bonnets d'hiver.
On leur enseigne non seulement le chant grégorien et plus généralement l'art vocal, mais aussi la lecture et la théorie de la musique, de même que la composition et la direction du chœur. Comme partout en France l'émulation peut être grande. L'organiste (surtout présent à partir du XVe siècle) donne des leçons à quelques-uns. En son absence, les enfants peuvent le remplacer. Les instruments de soutien de la voix, le latin et « les comptes » sont évidemment enseignés. Tous sont tenus de participer, chaque année, au chapitre général, où ils ont à donner leur avis. Là comme ailleurs l'avis des participants est consultatif : c'est le doyen du chapitre collégial qui prend la décision finale.
Les enfants (au nombre de six) reçoivent les ordres mineurs. Après l'adolescence, ils peuvent devenir choristes adultes professionnels en attendant qu'une place de chapelain devienne vacante. L'un ou l'autre pouvait aussi être envoyé étudier à l'université de Paris, grâce à une bourse du chapitre. Comme dans le compagnonnage, beaucoup quittent la ville pour continuer à se former (dans ce métier mais aussi dans d'autres, avoisinants ou non, grâce à leur bagage initial). Au XVe siècle, certains deviennent choristes pontificaux à Rome.
En raison des exigences de leurs études et de leurs fonctions, à la cathédrale ou au cours de cérémonies, de processions et de fêtes chantées, où ils louent aussi leurs services, ces « clergeots » passent une grande partie de leur temps à exercer leur activité d'« enfants de chœur » (enfants chantant dans le chœur). Ils parviennent ainsi à des niveaux très élevés. Pratiquement coupés de leur famille, entièrement à la charge du chapitre et du maître, ils prennent des récréations dans la cour d'Albane, se nourrissent et dorment dans un logis tout proche, toujours sous la responsabilité du maître et de ses aides. Toutefois, le système des « semainiers » leur permet de n'assurer leur service qu'à tour de rôle. Une fois leur temps terminé, on leur accorde une « gratification » qui les paie de leur travail et leur permet de se lancer dans la vie adulte.

### La fête des Innocents
Dans le temps de Noël, l'Église célèbre aussi, le 28 décembre, la fête des Innocents. La célébration de cette fête, pour laquelle le chapitre accorde des subsides, est un évènement important dans l'existence de ces jeunes garçons : au chœur de la cathédrale, l'un d'eux prend rang d'évêque pour la journée et donne sa bénédiction pontificale.
Un privilège particulier découle de cette journée pour l'année à venir : celui de la confiscation des éperons. L'accès du chœur des églises a toujours été interdit aux hommes en armes ; le gentilhomme qui négligea cette interdiction à la cathédrale doit abandonner ses éperons au tout jeune évêque d'un jour, lequel les lui revend ensuite. La chronique de 1391 rapporte qu'un soudard, nommé Vincent Roussel d'Harfleur, refuse de s'incliner devant ce privilège ; il brutalise le jeune maîtrisien qui voulait lui enlever ses éperons, mais il est contraint d'obtempérer le lendemain, et doit présenter des excuses publiques au chapitre.
Si ce privilège de confiscation persiste jusqu'au XVIIIe siècle, il n'y a plus, en revanche, d'enfant-évêque au trône pontifical du chœur à partir de 1452 ; le chapitre de Rouen supprime en effet la Fête des Innocents à cause des abus qu'elle engendre, et malgré la réclamation des maîtrisiens appuyée par cardinal d'Estouteville, archevêque de Rouen à cette époque.

### LeXVIesiècle
Le XVIe siècle marque à Rouen un apogée aussi bien dans le domaine architectural que dans le domaine musical, apogée qui se prolonge au siècle suivant. Pour la psallette, cette période s'étend sur 175 ans environ.
Le cardinal Georges II d'Amboise, neveu de Georges Ier, est un protecteur de la maîtrise. Le chapitre de Rouen, de son côté, veille à ce que les enfants soient bien nourris, bien chauffés, et bien formés dans le domaine de la musique et dans celui des lettres. Le cas échéant, il recherche les maîtres compositeurs les mieux renommés, tels Mathurin Dubuisson, musicien de Louis XII avant d'être pressenti par le chapitre le 14 septembre 1507, Guillaume Leroy, ou François Dulot, qui fut maître de 1523 à 1531.

### La musique polyphonique
Le XVIe siècle est aussi l'époque où la musique polyphonique atteint son plein achèvement. À partir de cette période, la participation des choristes augmente assez considérablement aux offices.
Ils interprètent a cappella, en simple faux-bourdon ou dans des polyphonies qui peuvent être très élaborées : psaumes et antiennes, ainsi que messes et motets à deux, trois, quatre ou cinq voix. Le répertoire du chœur n'est pas uniquement constitué d'auteurs locaux : on relève les noms de Roland de Lassus et Josquin des Prés, Arcadelt (musicien du pape puis de la cour de France), l'espagnol Cristóbal de Morales, membre de la Chapelle Sixtine et compositeur très apprécié lui aussi, à l'époque de Charles Quint, Eustache du Caurroy (musicien du roi Henri IV, à la fin du XVIe siècle et au début du XVIIe), etc. L'établissement des partitions nécessaires est financé en particulier par l'archevêque (puis cardinal) Georges II d'Amboise (première moitié du XVIe siècle).
L'orgue est aussi largement utilisé pour préluder, donner le ton et alterner avec les choristes, comme cela s'est pratiqué jusque vers le milieu du XIXe siècle (avant cette période, l'orgue n'accompagne pas le chant liturgique). Il s'agit alors d'un petit meuble facile à déplacer qui se trouve plus souvent posé sur le jubé, d'où le terme de « positif ».
Avant la fin du siècle, le chœur bénéficie du soutien du serpent, instrument à vent, basse du cornet à bouquin.
Comme aux siècles précédents, mais plus encore après la reconstruction et un début de renaissance du pays grâce à Louis XI, à la fin de la Guerre de Cent Ans, maint grand seigneur veut avoir ses chantres et musiciens personnels. Au début du XVIe siècle, ils suivent en cela l'exemple de François Ier qui dépense des sommes considérables pour sa chapelle musicale et pour sa chambre. D'ailleurs, le maître de la musique du roi réquisitionne purement et simplement à diverses reprises plusieurs choristes de Rouen dont les qualités vocales et plus généralement musicales sont reconnues. Ceci se passe au début du règne de François Ier et le chapitre proteste souvent, sans doute en partie pour la forme, car il y voyait un moyen d'assurer un meilleur revenu aux enfants ainsi distingués.
Le chapitre de Rouen n'est pas toujours docile : témoin une affaire d'enlèvement de maîtrisiens. François Ier, de passage à Rouen, est séduit par la qualité des chants et la beauté des voix des enfants de la cathédrale ; croyant faire leur cour au roi, quelques-uns de ses familiers, menés par le sire de Lautrec, prennent d'assaut leur maison et en enlèvent deux qu'ils emmenèrent à Paris.
Le chapitre intervient énergiquement auprès du roi et engage des poursuites judiciaires : le roi fait rendre les enfants et le sire de Lautrec doit adresser des excuses au chapitre, qui ne suspend point pour autant son action judiciaire.
Avec notamment guerres de religion et les épidémies, la maîtrise traverse trente années de luttes et de misère, jusqu'à 1596 et l'entrée dans la ville de Henri IV converti au catholicisme.

### LeXVIIesiècle: Jehan Titelouze
Le jour de Noël 1596, le grand orgue, installé au fond de la cathédrale, est tenu par un musicien resté célèbre, le compositeur Jehan Titelouze. Il en est le titulaire depuis 8 ans. Ce grand nom de la musique française d'orgue au XVIIe siècle a été organiste de la cathédrale pendant 45 ans (1588-1633). Sa musique, basée sur le développement d'un cantus firmus, est un art très souple et inventif.
D'autres instruments à vent se font entendre : cornets à bouquin, « buccines » (appelés parfois « buisines »), serpents. Pendant une partie du XVIIe siècle pour les deux premiers, et tout au long des XVIIe et XVIIIe siècles pour le serpent, ils sont joués, soit par des enfants de la psallette, soit par des adolescents privés de leur voix d'enfant. Ces instruments sont destinés à soutenir le plain-chant ou à doubler les pièces polyphoniques qu'interprètent habituellement les « clergeots » et les autres membres, adultes, du chœur (appelés chantres ou choristes). Les instruments peuvent aussi dialoguer avec les chantres, tout comme l'orgue, pendant cette période où la musique polychorale venue d'Italie se développe beaucoup, y compris en France.
À une époque où la misère est grande à Rouen, les jeunes clercs sont accusés de vagabondages et de rapines pour subsister. L'oncle du roi Henri IV, le cardinal Charles de Bourbon, archevêque de Rouen, engage des subsides pour leur entretien. Il demande au chapitre que la psallette passe de huit à douze enfants. Mais ce vœu n'est réalisé que bien plus tardivement, vers le milieu du XVIIIe siècle.

### Le Puy de Sainte-Cécile
La confrérie des organistes et musiciens de Rouen chante traditionnellement une messe en musique le 22 novembre, jour de la fête de sainte Cécile. Le Puy de sainte Cécile (patronne des musiciens), concours organisé ce même jour, est mentionné pour la première fois en 1565 dans les registres du chapitre ; à l'issue des épreuves, des prix de différentes valeurs sont décernés pour des motets latins ou des chansons françaises. Le juge du Puy est le maître de musique de la cathédrale, qui retient les œuvres lui paraissant dignes d'être publiquement interprétées. Celles-ci sont données en audition solennelle de clôture. Le Puy de sainte Cécile est alors presque aussi célèbre que le Puy des Palinods, qui fait accourir à Rouen nombre de poètes français. L'un comme l'autre tombent en désuétude au XVIIIe siècle. Au XVIe siècle également, naît le Puy de musique d'Évreux, créé en 1570 par Guillaume Costeley, organiste du roi, qui s'était retiré dans cette autre ville normande – sans doute du fait des guerres de religion – à l'âge de quarante ans.

### Leplain-chant; laproseInviolata
Le XVIIe siècle reste marqué par la Contre-Réforme avec ses ouvrages d'art comme le retable qui orne l'autel de la chapelle de la Vierge, mais aussi marqué par des compositions musicales observant (puisqu'on est au siècle de Louis XIV) le rite gallican : au premier rang de celles-ci figurent les messes en plain-chant du maître de la chapelle royale Henri du Mont (éd. Paris, 1669). Ce plain-chant baroque reste d'un usage fréquent, en France, jusqu'à l'extrême fin du XIXe siècle et même au-delà jusqu'en 1920 environ.
Du plain-chant, subsiste entre autres une courte pièce mariale, beaucoup plus ancienne (XIe siècle), appelée prose ou séquence, déjà chantée à Rouen à l'époque de Médard et des quatre petits chanteurs du XIVe siècle. Elle motive une cérémonie particulière à la cathédrale de Rouen relatée à la « Fête aux Normands », fête de la Conception sans tache de la Vierge. Il s'agit de l’Inviolata que le carillon de la cathédrale égrène partiellement tous les quarts d'heure sous la forme grégorienne restituée.
Depuis 1363 et jusqu'à la seconde guerre mondiale, des enfants de la maîtrise vont en procession le chanter cette prose devant la statue de la Vierge et selon la chronique, l'affluence est telle pour l'entendre aux XVIIe et XVIIIe siècles, que les carrosses ne peuvent plus évoluer sur le parvis de la cathédrale. Voici, sous sa forme ancienne, la prose que chantent les clergeots, soutenus autrefois par le son d'une viole de gambe, instrument que transporte et joue l'un d'eux :
Inviolata, integra et casta es Maria,
Quae es effecta fulgida caeli porta.
O Mater alma Christi carissima,
Suscipe pia laudum praeconia.
Te nunc flagitant devota corda et ora,
Nostra ut pura pectora sint et corpora.
Tua per precata dulcisona,
Nobis concedas veniam per saecula.
O benigna ! O Regina ! O Maria,
Quae sola inviolata permansisti.

### LesXVIIeetXVIIIesiècles
L'art de la musique profane connaît un grand développement, particulièrement au cours du « Siècle des Lumières » (Rameau, Gluck, les Italiens et bientôt Mozart) ; la musique religieuse non liturgique se développe parallèlement et finit même par recevoir l'influence de la musique profane. Parmi les compositions, on peut citer les oratorios (et même des messes) qui utilisent alors le principe de la monodie accompagnée, autant dire celui qui régit l'opéra (quoique plus discrètement, le chœur conservant un rôle prééminent). L'église devenait ainsi un des rares endroits où l'on pouvait entendre ce qui ressemble à un concert vocal, même si ces musiques continuaient à se développer à partir des textes liturgiques. On relève également des exemples particuliers, reprenant le principe de l'air parodié (timbre mélodique connu sur lequel on place des paroles nouvelles). C'est le cas du psaume latin adapté par le rouennais d'origine Michel Corrette (peut-être un ancien enfant de chœur de la cathédrale). Ce psaume est écrit sur la partition des Quatre saisons de Vivaldi, qui sont des concertos, donc des pièces exclusivement instrumentales, mettant en valeur la virtuosité et la sensualité d'un violon solo et de l'orchestre avec lequel il dialogue. Les parodies musicales médiévales et renaissantes sont empreintes d'un tout autre caractère où c'est le discours proprement religieux qui dominait.
Cela permet à l'abbé Collette de citer Annibal Gantez, qui écrit au XVIIe siècle : « La composition est aujourd'hui chose commune, et il n'y a si petit chantrillon qui ne fasse maintenant plus que compagnon ». Pourtant, Gantez évoque la polyphonie de son temps, qui est encore bien loin de la musique que l'on peut rencontrer dans certaines cérémonies religieuses importantes à la fin de l'Ancien Régime.
Parmi les « chantrillons » du XVIIe siècle, cet historiographe et maître de chapelle rouennais inclut une demi-douzaine d'anciens maîtrisiens de l'époque. C'est pour lui un témoignage de la prospérité de la maîtrise et de la haute valeur de son enseignement musical.
Les comptes de dépenses du Chapitre de Rouen montrent d'ailleurs abondamment que les chanoines de toutes ces époques ne lésinent pas sur l'entretien et l'instruction de leurs dix maîtrisiens, et des huit chapelains choristes qui les accompagnent.
Le règlement est strict et quelque peu paternel. Une bonne nourriture est de rigueur. Aucun animal domestique n'est toléré dans la maîtrise. Les disciplines autres que musicales sont enseignées comme au collège des Jésuites. Le maître de chapelle est aussi Préfet des études (præfectus musicæ). Certains élèves, qui ne se destinent pas obligatoirement à la carrière musicale, poursuivent leurs études à l'Université de Paris. En 1790, le Chapitre de Rouen réclame le rétablissement d'une bourse instituée en 1430 par le cardinal-archevêque de Plaisance, ancien chanoine de la cathédrale, pour permettre à un écolier de Rouen distingué par le chapitre, d'étudier gratuitement pendant six années au collège Saint-Augustin de Pavie fondé par cet ancien chanoine. Cette bourse n'a pas eu de titulaire depuis 1526. Un condisciple aîné du futur compositeur Boieldieu, le jeune Goule, qui terminait ses études à la maîtrise, est désigné pour en être le nouveau bénéficiaire : la tourmente révolutionnaire l'empêche de quitter Rouen.
Ave la Révolution, la psallette de l'ancien régime disparaît en 1791, après avoir formé le musicien François Adrien Boieldieu, fils d'un modeste employé de l'archevêché et élève du populaire organiste de la cathédrale de Rouen, Charles Broche.

### La Maîtrise auXIXesiècle
Avant sa dissolution et la dispersion de ses membres par la Révolution, la maîtrise de la cathédrale fait figure, presque à elle seule, de creuset de l'art vocal religieux et de l'enseignement musical « public » dans la capitale normande. À la réouverture des églises en 1802, le chapitre métropolitain s'est préoccupé de rétablir les offices chantés. Le « bas-chœur » (comme on l'appelait), composé de six chantres, deux serpentistes et de chantres honoraires, est reconstitué l'année suivante. Quelques enfants, réunis par l'abbé Dumontier, apprennent les répons et les leçons (lectiones), par exemple. Le 12 décembre 1805, le conseil de fabrique nomme une commission chargée d'étudier un projet de rétablissement de ce qu'en d'autres temps et en d'autres lieux on pourrait aussi appeler la « schola » : huit garçons sont reçus par concours, le 19 juin 1806. Le cardinal Cambacérès, archevêque de Rouen, rétablit la maîtrise par une ordonnance du 23 octobre 1809, sous la direction de Pierre-Antoine Poidevin.
L'incendie de la flèche, frappée par la foudre le 15 septembre 1822, désorganise l'office canonial. Il est transporté dans l'abbatiale Saint-Ouen, devenue église cathédrale provisoire du 17 septembre 1822 au 28 juin 1823. Malgré cela, la maîtrise connaît un essor de courte durée. En 1830, les ressources de la fabrique ne permettent plus de soutenir l'établissement. Le cardinal-prince de Croy prend à sa charge l'entretien de la maîtrise, ne laissant à la fabrique que le soin du matériel.

### La rénovation de Louis Blanquart de Bailleul
Jusqu'à l'accession au siège archiépiscopal de Louis Blanquart de Bailleul, le 1er août 1844, la vie musicale de la cathédrale n'offre pas de faits très remarquables, à l'exception de la cérémonie de la translation du cœur de Boieldieu, le 30 novembre 1834. Le 13 août 1846, Mgr de Bailleul fait part de ses projets de réorganisation de la maîtrise au conseil de fabrique. Le nombre des enfants admis est porté à vingt au minimum. La formation d'un fonds sérieux de bibliothèque musicale, l'acquisition d'un orgue de chœur pour l'accompagnement font partie des besoins immédiats.
La Maîtrise chante au jubé jusqu'en 1884, date de sa suppression, dans les occasions solennelles, mais on se plaint de la mauvaise acoustique. Les textes sont peu précis en ce qui concerne les choristes adultes, recrutés par concours et rémunérés. Le registre de fabrique de 1864 mentionne six chantres, quatre ténors, un baryton, un contrebassiste (qui jouait sans doute sur un instrument à trois cordes, comme c'était le cas en France à l'époque), deux organistes. Les enfants fixent plus particulièrement l'attention des fidèles.
Vingt-deux jeunes garçons entrent à la maîtrise en octobre 1846 ; ils sont vingt-six en 1851. Deux professeurs, l'un pour l'orgue, l'autre pour le chant, l'organiste du chœur Aloys Klein et le maître de chapelle Charles Vervoitte sont attachés à l'établissement. La direction de l'école rénovée est confiée à l'abbé Langlois, professeur au petit séminaire. L'intention des responsables est de pousser l'instruction musicale assez loin pour ouvrir aux élèves, s'ils ont des dispositions suffisantes, la carrière de l'enseignement.
L'école s'ouvre dans les locaux d'un immeuble de la cour d'Albane, aliéné pendant la Révolution, racheté puis légué par le chanoine Qiefdeville de Belmesnil, grand chantre et intendant de la cathédrale, au conseil de fabrique, le 12 août 1805. Venant de Boulogne-sur-Mer, Charles Vervoitte se familiarise avec le chant liturgique du diocèse de Rouen et établit un nouveau répertoire. Selon un modèle imité de Notre-Dame de Paris, le budget de la maîtrise de Rouen -20 à 22 000 francs - se répartit de la façon suivante : 13 à 15 000 francs versés par la fabrique, 1 000 francs à la charge du Grand Séminaire, les parents versant 450 francs de pension annuelle par enfant.
Les offices et les fêtes solennelles dans la cathédrale retrouvent un lustre perdu depuis plus de cinquante années. Les résultats sont jugés satisfaisants à un point « qu'on peut dire qu'il n'y a guère d'église où l'on rencontre une exécution aussi parfaite » (Le Journal de Rouen, 1er et 2 avril 1850), note Amédée Méreaux après la première audition de sa Messe en mi bémol. Les ressources vocales sont néanmoins encore restreintes, juge le même chroniqueur après l'audition de la messe solennelle de Vervoitte, le jour de Noël 1853.
Tous les ans, à partir de 1849, à l'occasion de la distribution des prix de la maîtrise, des séances musicales se déroulent dans la salle des États de l'archevêché. Au cours de ces exercices d'élèves, les enfants déchiffrent des morceaux à première vue « avec un aplomb et une surprenante sûreté d'intonation et de rythme, et cela sans accompagnement » (Revue de Rouen, 1849). La maîtrise révèle également aux rouennais des partitions anciennes, religieuses ou profanes de Tomas Luis da Vittoria, Benedetto Marcello, Niccolò Jommelli, Joseph Haydn, W.A. Mozart, Ludwig van Beethoven, Giacomo Carissimi, Jean-Philippe Rameau, Haendel, et jusqu'à la Bataille de Marignan de Clément Janequin. L'institution fournit notamment des organistes aux principales localités du département. Louis de Bailleul envisage d'étendre cet enseignement en créant un conservatoire de musique religieuse et classique. Ce projet a été écrit en entier de la main même de l'archevêque, précisent les abbés Collette et Bourdon dans leur magistrale Histoire de la Maîtrise de Rouen publiée chez Cagniard en 1892 (le texte intégral est cité p. 212).
Des divergences d'opinion avec le clergé au sujet du retour à la liturgie romaine conduisent Charles Vervoitte à démissionner de sa charge (1859). Il poursuivra son activité à Paris (Saint-Roch, puis Notre-Dame).
Ce départ place la maîtrise dans une situation délicate, jusqu'à l'arrivée de l'abbé puis chanoine Bourdon.

### L'âge d'or de la Maîtrise (1881 - 1914)
Nommé maître de chapelle et directeur de la maîtrise par Henri de Bonnechose, le 18 juillet 1881, l'abbé Adolphe Bourdon vicaire à Neufchâtel-en-Bray, entre en fonction au mois d'octobre suivant. La situation musicale est peu engageante : plusieurs chantres ont laissé leur emploi, les orgues sont délabrées et Aloys Klein jeune a démissionné de son poste de professeur à la maîtrise et d'organiste titulaire. Le chanoine Robert, intendant de la métropole, fonde un cours spécial de musique sacrée et de plain-chant pour remédier à cette pénurie grandissante de choristes. Sa mort entraîne la suppression de cet enseignement.
Grâce à l'abbé Bourdon, la maîtrise qui comptait vingt-quatre enfants et chantres en 1881, arrive progressivement à la quarantaine, en quelques années. L'abbé les choisit lui-même et en fait une élite. En 1892, l'enseignement est bien structuré, avec des cours de chant dispensés par le maître de chapelle, de piano, d'orgue, de plain-chant (Émilien Ledru), de violon (E. Bleuset), de violoncelle (Crétini), d'harmonie et de composition (Frédéric Le Rey), de piano, d'orgue, de solfège, d'accompagnement et d'harmonie (Jules Haelling, ancien maîtrisien).
En 1885, Léon-Benoit-Charles Thomas met à la disposition de la maîtrise le bâtiment délabré de l'ancienne officialité, mais des travaux de restauration, commencés seulement en 1897, rajeunissent ce lieu. En mémoire de celui qui fut jadis un petit chanteur de cette même église métropolitaine, le cardinal Sourrieu attribue le nom de saint Évode à la Maîtrise. Évode, évêque de Rouen au VIe siècle, s'était distingué de ses condisciples par ses vertus et par son chant. Au cours de la cérémonie du 28 décembre 1898, pendant laquelle les nouveaux bâtiments sont inaugurés et bénis, le cardinal impose le nom du saint et affirme « qu'une cathédrale ne peut pas plus vivre sans ses enfants que sans ses chanoines. »
Le pontificat de Léon-Benoit-Charles Thomas (1884-1894), surnommé « Thomas le magnifique » est marqué par la noblesse et la splendeur des fêtes. Le cérémonial de la première entrée cardinalice de Léon-Benoit-Charles Thomas dans son église cathédrale représente l'exemple le plus achevé des fêtes du règne. Le 9 février 1893, le pontife entre dans la métropole suivi de toute la hiérarchie sacerdotale. Des appels de trompettes placées dans le triforium de la lanterne et au-dessus du grand-orgue accueillent le prélat. À la tribune, un chœur chante les acclamations « Ecce sacerdos magnus », composées par l'abbé Bourdon. Puis la maîtrise apparaît en habit de chœur d'hiver, aube longue et camail rouge. Un enfant, habillé en page de Jeanne d'Arc, se détache et interprète une mélodie rappelant le souvenir de l'héroïne. Puis c'est l'hymne Quasi sol refulgens, le Te Deum et le Tantum ergo accompagnant le Salut solennel au Saint-Sacrement. De nouvelles trompettes résonnent...
Les distributions des prix connaissent le même éclat, de même que les fêtes en l'honneur de sainte Cécile. En 1885, l'abbé Bourdon dirige des extraits de l'oratorio La Rédemption de Charles Gounod, et en 1889, exceptionnellement à Saint-Godard, des passages de la Passion selon saint Matthieu de J.S. Bach. Mais c'est Gounod lui-même qui dirige son oratorio Mors et Vita dans la cathédrale, le 15 décembre 1887, en présence du nonce apostolique, Rotelli. Entretemps (6 décembre 1885), Léon-Benoit-Charles Thomas prononce le panégyrique de Jeanne d'Arc le plus retentissant, et Charles Lenepveu - enfant de Rouen - dirige sa Jeanne d'Arc. Drame lyrique. En 1893, le Requiem de Lenepveu est interprété par 200 choristes et 200 instrumentistes, à la mémoire du cardinal de Bonnechose.
Sous le pontificat de Frédéric Fuzet (1900 - 1915), on se plaint d'entendre trop souvent la musique de l'abbé Bourdon. Ce dernier fait alors exécuter les partitions d'un nouveau compositeur, britannique totalement inconnu : Large-Bell (c'est-à-dire Bourdon lui-même).
La promulgation de la loi sur les congrégations (7 juillet 1904 - décret du 2 janvier 1905) ne porte pas un coup trop sévère à la maîtrise : "son caractère artistique, le but avant tout musical auquel elle tend, la sympathie qu'elle comptait dans tous les milieux, contribuèrent sans doute à la mettre à l'abri de l'orage" (Eude, Études normandes, no 65). La loi du 5 décembre 1905 consacre la séparation des Églises et de l'État et, le 13 décembre 1906, Mgr Fuzet reçoit une lettre du préfet de Seine-Inférieure lui enjoignant de quitter sans délai le Palais des Archevêques.

### Deux personnalités

#### Adolphe Bourdon (1850 - 1928)
Autodidacte presque complet, l'abbé Bourdon a reçu les conseils de Dom Joseph Pothier, prieur de l'abbaye de Saint-Wandrille. La composition musicale correspond chez lui à un besoin vital. Maître de chapelle de la cathédrale, de 1881 à 1911, il écrit une quarantaine d'œuvres, appropriées aux dimensions de l'édifice et à l'éclat particulier des fêtes qui s'y déroulaient. Parmi ses compositions, on compte : Les Béatitudes (avec le Cantique à la Vierge), pour chœur, soli et orchestre, de nombreux motets (Ad te Domine levavi, Parasti in conspectu meo, Surrexit Christus, Quem vidistis pastores) et surtout la Messe solennelle en l'honneur de la bienheureuse Jeanne d'Arc, pour chœur mixte, quatre soli, orgue, orchestre à cordes, trompettes, trombones, harpe et timbales, œuvre demandée par Mgr Fuzet et interprétée le 30 mai 1911, par la maîtrise, la Gamme, Mélodia, les élèves de l'institution Saint-Romain, sous la direction de Jules Haelling. Complétée par un Offertoire, cette messe est redonnée lors des fêtes Jeanne d'Arc du 30 mai 1913. À cette occasion, les rouennais découvrent également l'oratorio Jeanne d'Arc d'un ancien maîtrisien de Rouen, 1er Grand Prix de Rome en 1911, le chef d'orchestre Paul Paray (1886-1979).
Car la maîtrise forme alors d'excellents musiciens, qui poursuivent leurs études à Paris : Henri Beaucamp (élève des organistes parisiens Louis Vierne et Charles Tournemire), successeur d'Émilien Ledru en 1904 comme professeur à la maîtrise, futur organiste de la cathédrale (1927 - 1937), Robert Bréard, second Grand Prix de Rome en 1923, président-fondateur de l'ordre des musiciens, Auguste Guéroult, organiste de l'abbatiale Saint-Ouen et compositeur de mélodies, Louis Haut, organiste de l'église Saint-Gervais, premier maître d'Emmanuel Bondeville (qui étudie également avec Haelling, mais en dehors de la maîtrise), Jules Lambert, élève de la maîtrise entre 1908 et 1915, organiste du chœur de la cathédrale, Maurice Duruflé (1902 - 1916), futur auteur d'un Requiem célèbre, pétri de chant grégorien (1947)...

#### Jules Haelling(1869 - 1926)
Jules Haelling est né à Mulhouse le 22 mai 1869. La situation des territoires annexés par l'Allemagne décide la famille à émigrer en France. Elle arrive à Rouen au cours du mois de mars 1878. L'année suivante, Jules Haelling entre à la maîtrise où il remporte de nombreuses récompenses. À l'âge de 15 ans, l'abbé Bourdon le garde à la maîtrise et, en janvier 1887, le fait nommer organiste du chœur de la primatiale. Grâce à l'appui de Mgr Thomas, le jeune homme peut se rendre à Paris pour se perfectionner auprès d'Alexandre Guilmant.
Lorsque Émilien Ledru quitte le grand-orgue en 1897 pour se consacrer à la maison d'édition que lui a laissée Aloys Klein aîné, Jules Haelling lui succède comme organiste titulaire. Son jeu « clair et sûr, si riche et si puissant » lui concilie « l'estime et l'admiration, souvent rétive, des connaisseurs » (Journal de Rouen, 25 novembre 1926). À la maîtrise, il a comme élève des artistes de premier plan « mettant ainsi hors de pair la maîtrise Saint-Evode parmi les autres maîtrises de France » (abbé Ernest Maupas) : Paul Paray, Maurice Duruflé, Ludovic Panel, Henri Beaucamp (et hors maîtrise : Emmanuel Bondeville).
Pour sa réception à l'Académie des Sciences, Belles-Lettres et Arts de Rouen, le 16 décembre 1908, Jules Haelling dirige lui-même, dans la salle du Palais des Consuls, une vaste composition pour chœur, soli, et orchestre : Élévation, dont le texte est emprunté au 3e livre de l'Imitation de Notre-Seigneur Jésus Christ, mise en vers par Pierre Corneille. Au cours de cette même séance, la maîtrise fait entendre des pages plus anciennes : L'Été, sur des paroles de l'abbé Henri Bourgeois, l'Invocation à la Nature, sur les vers de Lamartine.
Composé pour les funérailles du cardinal Thomas, en mars 1894, le psaume De Profundis, pour chœur, soli, orgue et orchestre, est donné de nouveau dans la cathédrale le 29 mai 1911 à l'occasion de l'inauguration du monument du grand prélat, puis le 10 mars 1912. Parmi les autres œuvres de Jules Haelling, il y a la prose Inviolata, le Panis angelicus, un Prélude en ut dièse mineur pour orgue, une Messe et la célèbre Chanson des maîtrisiens, composée sur des vers de l'abbé Bourgeois.
Dans une cité importante qui ne possède pas de véritable École de musique cautionnée par l'État - mais où l'enseignement privé est florissant et de qualité - la maîtrise de la cathédrale de Rouen assume un rôle social prépondérant auprès des couches populaires et de la petite bourgeoisie. L'abbé Bourdon et l'organiste de la métropole, les grandes auditions à la cathédrale ou à l'extérieur (la maîtrise participait régulièrement à des concerts dans la salle des fêtes de l'Hôtel de France), établissent la renommée de cette institution. Selon Henri Beaucamp, « Les parents savaient que leurs enfants y trouveraient avec l'enseignement de la musique de solides études primaires et une sérieuse éducation chrétienne ».

### La Maîtrise Saint-Evode dans le siècle: 1914-1977
Le premier XXe siècle (1918-1956) marque pour la maîtrise Saint-Evode le temps d'un nouvel âge d'or, bien délimité par ces deux manifestations rouennaises que sont l'exécution des Strophes en l'honneur de Jeanne d'Arc du chanoine Bourdon le 17 novembre 1918 et celle de La France au Calvaire de l'organiste de Saint-Sulpice de Paris, Marcel Dupré le 25 juin 1956, à l'occasion de la réouverture de la cathédrale de Rouen, rendue au culte après les très longues réparations nécessitées par les bombardements de 1944. À l'heure où nombre d'écoles de « la musique divine » déclinent, victimes à la fois de la déchristianisation et du développement de l'enseignement secondaire, la maîtrise de la cathédrale de Rouen maintient, tard dans le siècle, son rang dans la formation et la création musicales locales. L'institution vacille dans les années 1960 et ferme provisoirement en 1977. Pourtant cette maîtrise, qui se plaît au cours de la période à rappeler son histoire pluriséculaire, ne peut prétendre survivre à l'abri de ses murs comme si de rien n'était. De la nomination du Père Bourdon (1881) au départ du Père Delestre (1977), la maîtrise doit progressivement composer avec les exigences du siècle et abandonner certaines de ses prérogatives culturelles.

### La maîtrise du chanoine Bourdon de 1918 à 1928
La maîtrise de la cathédrale de Rouen apparaît dans les années 1920 comme un monde clos, soudé autour de la personne de son patriarche, le Père Adolphe Bourdon. Certes, celui-ci n'est plus directeur depuis 1911. La guerre et la mobilisation du nouveau maître de chapelle, l'abbé Bénard, l'ont toutefois amené à reprendre du service. Quoique nommé Supérieur de la Maîtrise en 1921, il s'éloigne de l'institution, progressivement rongé par la maladie. Mais de 1918 à sa mort en 1928, le chanoine Bourdon demeure bien le véritable père spirituel de Saint-Evode.
Son ombre portée se jauge tout d'abord au fonctionnement de la maîtrise. Les deux classes, qui réunissent dans les années 1920, une quarantaine de maîtrisiens, sont soumises à des règlements vieux d'un demi-siècle, élaborés après la nomination du Père Bourdon au poste de maître de chapelle (1881). De ceux-ci dérive une codification très stricte des places et des usages, des tâches et des rôles, des mots et des gestes. De l'extérieur, cette maîtrise-là ressemblait fort à une société secrète et les mauvaises langues la comparaient à la franc-maçonnerie : la hiérarchie, le culte du vêtement, adapté à l'activité de l'heure (étude, sortie, office, cérémonie, communion) et porté comme un uniforme aux couleurs, blanche et rouge, de la maîtrise ; ou encore ces processions minutieusement réglées et placées sous le signe de l'ordre et du silence. Le Supérieur de la Maîtrise est bien un personnage clé du monde maîtrisien. Symbole de gratifications en tous genres, il est choisi en fonction de ses capacités au mécénat. Au cœur de ce système paternaliste, on trouve encore le Père Bourdon. Certaines de ses lettres, lues aux élèves par les nouveaux directeurs, les abbés Bourgeois (1911-1920), Bénard (1920-1923) et Mignot (1923-1931) sont même signées « papa Bourdon ».
Son œuvre musicale, qui constitue l'armature du répertoire, accentue encore son autorité sur la maîtrise. Les années d'après-guerre voient la création des dernières commandes que lui fait l'archevêché : les Strophes à Jeanne d'Arc composées initialement en 1909 pour la béatification de Jeanne d'Arc et modifiées pour une nouvelle exécution en 1918 et les Dantis Altissimi Laudes (A la gloire de Dante) montés en octobre 1921. Mais au-delà de ces créations d'envergure, il faut évoquer le quotidien de la maîtrise et les multiples petites pièces composées spécialement pour elle et la cathédrale de Rouen.
Cette cohésion n'est pas être ébranlée par l'épreuve de la Grande guerre. Au sortir de la Première Guerre mondiale, la maîtrise se dote de deux symboles qui aujourd'hui encore composent son identité : le Monument aux morts et l'insigne.
La guerre a durement éprouvé l'institution de la rue Saint-Romain : 21 morts et 34 blessés, des heures d'angoisse et de privations, un enseignement désorganisé par la mobilisation précoce de son maître de chapelle. Aussi, après la joie de l'Armistice, la nécessité du recueillement s'impose rapidement. Le 19 juillet 1920, on inaugure dans la cour de la maîtrise, un bas-relief en bronze érigé à la mémoire des disparus. Soixante-dix ans plus tard, l'Association des anciens élèves fait toujours précéder son repas annuel de quelques minutes de recueillement devant ce véritable Monument aux morts de la Maîtrise, ponctuées de l'antienne du Requiem. Sur ce monument, trois enfants de chœur figurent l'innocence fauchée par la guerre.
Au début des années 1920, on adopte l'insigne, rouge et blanc, constitué de trois rossignols, représentant trois maîtrisiens, avec la devise Choro et organo (« Par le chœur et par l'orgue »), ou la maîtrise au service de l'autel. Cet insigne, porté par les cent membres de la dynamique Association des anciens élèves (fondée en 1885, mais déclarée seulement en 1893, par le Père Bourdon), propage dans la cité le nom de Saint-Evode.
Si l'on peut parler de nouvel apogée pour l'Entre-deux-guerres, c'est avant tout en fonction du rayonnement de la Maîtrise Saint-Evode.

### Le rayonnement de la maîtrise dans l'Entre-deux-guerres
Ce rayonnement se mesure tout d'abord en amont par l'examen de l'origine des maîtrisiens. Les Rouennais et les habitants de l'agglomération ne forment en effet qu'une minorité des effectifs. L'internat se développe avec la présence d'élèves venus de tout le département.
La maîtrise de la cathédrale de Rouen irrigue en effet de ses organistes la plupart des églises du diocèse, et de ses musiciens (choristes, pianistes, violonistes) les meilleures des sociétés chorales ou symphoniques du département. Retenons cependant l'exemple de Maurice Lenfant, élève à la maîtrise de 1910 à 1914 et célèbre carillonneur de la cathédrale, et celui d'Henri Beaucamp, organiste de cette même cathédrale de 1926 à 1937. À Rouen dans les années 1920, la plupart des orgues (Saint-Sever, Saint-Clément, Saint-Godard, Saint-Maclou, Saint-Patrice, Saint-André, Saint-Vincent, Saint-Gervais...) sont tenues par des élèves ou d'anciens élèves de la maîtrise. Seul le grand orgue de Saint-Ouen, où officie Albert Dupré, échappe à la liste.
Dans l'Entre-deux-guerres, la maîtrise est associée à la plupart des manifestations culturelles de la cité, la cathédrale occupant alors le rôle de scène de création pour l'art sacré, pendant aux créations lyriques du Théâtre des Arts. La maîtrise est ainsi placée au carrefour de l'activité musicale rouennaise, qui voit, à l'occasion des cérémonies du 11 novembre, l'exécution de l'intégralité des grands Requiem du répertoire à l'exception de celui de Brahms.
De nombreux anciens élèves, devenus musiciens confirmés par le Conservatoire national de Paris ou le Prix de Rome, contribuent à répandre le nom de Saint-Evode dans les sphères cultivées de la capitale, voire au-delà. Après la génération des Paul Paray et des Robert Bréard (élèves à la maîtrise avant 1914) vient celle des Georges Fayart et des Maurice Duruflé (élèves pendant la Première Guerre mondiale) puis celle des Ludovic Panel, André Cabourg, Albert Beaucamp (fils d'Henri), Georges Friboulet ou Camille Maurane (élèves dans les années 1920) avant celle des Pierre Villette, Claude Bourgine, Bernard Flavigny (élèves des années 1930) et des Michel Quéval, Pierre Audiger, Dominique Geoffroy, Gérard Lecocq (élèves des années 1940). Ainsi que Paul Paray.

### Maîtrise du père Delestre
Le père Delestre prend en charge la maîtrise au début des années 1930. Né à Déville-lès-Rouen en 1901, il est formé au Petit Séminaire et éveillé à la musique par Henri Beaucamp, titulaire de l'orgue de la cathédrale, et par deux amis de la Maîtrise Saint-Evode, le compositeur Emmanuel Bondeville, élève de Jules Haelling, et l'éditeur André Haumesser. Ceux-ci l'incitent à parfaire sa formation à Paris, à la Schola Cantorum puis au Conservatoire, où il suit les cours de Jean et Noël Gallon et ceux de Paul Dukas. Il est également élève de Marcel Dupré dont il retrace l'œuvre dans un ouvrage édité après la Deuxième Guerre mondiale. Cette formation musicale et les liens tissés lors du séjour parisien lui permettent d'asseoir son autorité musicale sur la maîtrise de la cathédrale de Rouen. Son œuvre est moins dense que celle de son prédécesseur, mais il réalise plusieurs pièces pour orgue dont un Triptyque dédié à Marcel Dupré. De cette dernière œuvre, créée à Saint-Ouen en 1951 et publiée à Paris en 1953, émerge le Vexilla Regis, salué par la presse parisienne lors de son exécution à Notre-Dame de Paris en avril 1954. Plus tard l'abbé Delestre compose un Tu es Petrus ainsi qu'un Cortège pour la fête Saint-Romain.
Laissant à l'abbé Collignon la direction de la maîtrise, il prend en charge son enseignement musical, secondé après 1940 par Marie-Thérèse Duthoit. La maîtrise des années 1930-1960 devient « une ruche bourdonnante », un endroit « où l'on entend de la musique de toutes parts » selon les termes de Michel Hatay. Cette vitalité est bien perçue par l'archevêché. En 1956, Mgr Martin atteste de son intérêt en érigeant à ses côtés un Institut de musique sacrée baptisé Jean Titelouze.
Pendant la guerre, l'amitié du Père Delestre et de Marcel Dupré permet d'accueillir, rue Saint-Romain, les Semaines d'Orgue, occasion de lier le musicien rouennais le plus célèbre du XXe siècle et l'institution vénérable. Cette collaboration culmine les 24 et 25 juin 1956 lors de la résurrection de la cathédrale meurtrie et du 500e anniversaire de la réhabilitation de Jeanne d'Arc. Marcel Dupré dirige alors la maîtrise Saint-Evode, entre autres chorales réunies, pour exécution de son oratorio La France au Calvaire. À la tête des deux institutions culturelles qui voient le jour dans la ville reconstruite, le Conservatoire de Musique en 1945 et le Théâtre des Arts en 1964, on trouve trois anciens élèves de Saint-Evode : Albert Beaucamp (1928-1934), Lucien Brasseur (1921-1929) et André Cabourg (1929-1936).
Le cérémonial qui entourait les activités dans les années 1920 est progressivement aménagé, les règlements draconiens abandonnés. Les externes sont acceptés dès la fin des années 1930, préfiguration de la mixité contemporaine et la maîtrise s'aligne peu à peu sur les pratiques de l'École de Musique municipale, dirigée par Marius Perrier. Le service est allégé, le Père Delestre refusant, à partir de 1935 de soumettre les maîtrisiens aux concerts à l'extérieur de la cathédrale.
Derrière ces renoncements, il faut sans doute voir la nécessité pour la maîtrise et son directeur de s'adapter aux réalités de la société de leur temps. Les parents d'élèves des années 1935-1970 supportent mal les contraintes de la rue Saint-Romain. À l'heure où la civilisation des loisirs annonce la société de consommation, le système maîtrisien s'apparentait sans doute par trop à la vie monacale. En évacuant les fastes comme les rigueurs, l'abbé Delestre permet à la maîtrise de survivre à la crise des années 1930. En 1947, la maîtrise compte 120 élèves, soit trois fois plus qu'en 1931.
Aidé par Henri Hie, critique musical au Journal de Rouen, l'abbé Delestre s'attache à revitaliser l'Association Saint-Evode, fondée par le chanoine Bourdon en 1905 pour faire face au tarissement des revenus consécutifs à la Séparation des Églises et de l'État. De 120 membres en 1928, cette association de soutien passe à 332 membres en 1932, permettant à la maîtrise de franchir le cap délicat de la crise économique. L'affaiblissement de l'institution n'en est pas moins notable et son équilibre financier demeurera précaire.
La maîtrise du chanoine Delestre est donc une institution paradoxale : rayonnante par ses activités et par son souci constant d'irriguer le monde musical haut-normand, elle est fragilisée par sa situation financière qui la contraint à demeurer un corps d'élite. Les années 1950-1960 sont logiquement celles du partage. Au temps du père Bourdon, il n'existe pas ou peu de concurrence pour la formation musicale. Ce n'est plus le cas après la Seconde Guerre mondiale. Les écoles de musique municipales se sont multipliées et le Conservatoire de région draine désormais l'essentiel des élèves. Le grand orgue de la cathédrale, fief maîtrisien par excellence, passe en 1937 aux mains de Marcel Lanquetuit, élève de Marcel Dupré.
Toutefois ce partage des rôles n'a pas raison de la maîtrise jusqu'à la césure des années 1960. Au temps du concile Vatican II, la maîtrise Saint-Evode voit peser sur elle le soupçon d'anachronisme. Mgr Pailler, évêque auxiliaire de la cathédrale, s'attache à sauver des bribes de liturgie traditionnelle comme le Christus vincit, cet hymne de la cathédrale de Rouen. Mais elle décline rapidement jusqu'à la fermeture en juin 1977.

### La maîtrise de 1978 à 1999
En 1977, l'École maîtrisienne disparaît pour un temps. Une vingtaine d'adultes dont plusieurs anciens élèves et quelques jeunes garçons assurent le chant des offices. 
En 1978, Monseigneur André Pailler nomme au poste de maître de chapelle de la cathédrale une religieuse enseignante de formation musicale, sœur Pierre-Marie. En 1979, 20 jeunes maîtrisiens chantent lors de la fête de la Présentation de Jésus au Temple. À la rentrée de septembre 1979, une quarantaine d'enfants sont admis au chœur. Le père Delestre, prédécesseur de sœur Pierre-Marie, reste proche en dépit de son âge. Mademoiselle Duthoit et Madame Chalard continuent d'apporter leur aide.
En 1979, l'audition de Noël est reprise. Outre la maîtrise, des chorales amies y prennent part.
Des musiciens tels que Max Pinchard, compositeur et chef d'orchestre, et Lionel Coulon, organiste titulaire du grand orgue de la cathédrale, accompagnent et soutiennent la maîtrise.
La vocation liturgique de la maîtrise se manifeste parfois en dehors de la cathédrale. En 1979, elle est présente lors de la consécration de l'église Sainte-Jeanne d'Arc puis, plus tard, au pied du voilier le Belem pour la messe qu'y célèbre Monseigneur Joseph Duval lors des Voiles de la Liberté en 1989.
À partir de 1987, se développe une activité "concerts". Depuis 1979, l'audition de Noël se renouvelle chaque année, mais en 1987, la Chorale de l'Académie de théologie catholique de Varsovie invite la maîtrise l'occasion à donner plusieurs concerts à Częstochowa, Cracovie et Varsovie. Une autre tournée a lieu en 1991. En novembre 1993, à Varsovie, 45 choristes célèbrent avec d'autres chorales venus de trois pays européens le 25e anniversaire de la fondation de l'académie de théologie catholique.
La maîtrise s'est aussi produite près de Rouen, dans l'église Saint-Étienne de Fécamp, l'abbaye du Bec-Hellouin, celle de Saint-Martin-de-Boscherville, et de Bernay. Elle a participé au marathon choral organisé par le Centre d'art polyphonique et aux promenades musicales de Rouen.

### XXIesiècle
Organisé aujourd'hui sur le même principe que la maîtrise de la cathédrale de Reims (classes à horaires aménagés ou à horaires traditionnels), le chœur de la cathédrale est constitué, outre la maîtrise proprement dite (55 adolescents en 2010-2011), de plusieurs ensembles vocaux à vocation spécifique : la pré-maîtrise, le Jeune Chœur, le Chœur de chambre, la Schola grégorienne.
Il est dirigé par Loïc Barrois (né en 1974), pianiste et contre-ténor de formation, qui avait dirigé le Chœur de région Haute-Normandie de 1999 à 2005.

## Liste des maîtres de la musique et des enfants de chœur dans l’église cathédrale de Rouen
Source
1. Siméon Romain, sous le pontificat de Saint-Remi (755-771)
2. Médard (1377)
3. Jean Laurent (1379)
4. Jean Maçonnet (1399)
5. Jean Géroult, prêtre (1405)
6. Robert Labbé (1419)
7. Pierre Pigache (mai 1423)
8. Jean Langlois (juin 1423)
9. Robert Labbé et Pierre Pigache ensemble (octobre 1423)
10. Nicolas Decan, maître-ès-arts et Jean Desquesnes, ensemble (1425)
11. Robert Labbé pour la troisième fois, avec Jean Desquesnes (1431)
12. Jean d’Eudemare, chanoine et ancien enfant de chœur de Rouen, maître ès-arts (1433)
13. Pierre Prevost et Guill-Marcdargent ensemble (1440)
14. Jean d’Eudemare, 2e fois (1441)
15. Radulfe de Hangest. chanoine (1444)
16. Pierre de Lagny, chanoine (1446)
17. Robert Lesueur, chanoine et grand chantre (1446)
18. Guillaume Poulart, chanoine (1453)
19. Jean Quatreul, chanoine, sous-chantre (sept 1453)
20. Mathieu Gaudin, chanoine (1456)
21. Pierre Escoulant, chanoine, maître ès-arts (1456)
22. Jean Quatreul, 2e fois (1461)
23. Jean de Crotay, prêtre (1462)
24. Jean Quatreul, 3e fois (1467)
25. Jean Moriedlt, prêtre (1474)
26. Jean du Crotay, deuxième fois (1478)
27. Jean Letourneur, chanoine, grandchantre
28. Jean Morieult, deuxième fois (1494)
29. Pierre Mésenge, chanoine (1504)
30. Mathurin Dubuisson (1506)
31. Guillaume Beaucamp, prêtre d’Évreux (sept 1508)
32. Jean Le François, prêtre (1508)
33. François Dulot, de Saint-Omer (1522)
34. Guillaume Leroi, diacre (1530)
35. Dominique Dujardin, prêtre (1536)
36. Pierre Olivet (janvier 1548)
37. Guillaume Labbé (mars 1548)
38. Herbert Lecouteux (1559)
39. Dominique Dujardin, 2e fois (mars 1559)
40. Pierre Caron, curé de Roncherolles, près Darnétal (1565)
41. Nicolas Morel, de Paris, chanoine (1580)
42. Jacques Carilvet (1597)
43. Claude Bavin (1598)
44. Eustache Picot (en) (1601)
45. Michel Chefdeville (1604)
46. Henri Frémart, prêtre, chanoine de Saint-Aignan (1611)
47. Lazare Yves, chanoine de la Ronde (1625)
48. Michel Martin (1632)
49. Clément Le Boullencher, prêtre (1634)
50. Jacques Lesueur (1667)
51. Jean-François Lalouette, clerc de Paris (1693)
52. Pierre Durand Avril (1695)
53. Michel Hermier, prêtre du diocèse de Rouen Mai (1695)
54. Michel Lamy, prêtre (1697)
55. Louis Legras, clerc du diocèse de Rouen (mars 1728)
56. Louis-Nicolas Fromental (avril 1728)
57. Henry Madin, prêtre du diocèse de Verdun (1737)
58. Louis-François Toutain, clerc d’Évreux (1741)
59. Pierre Pêlisson, prêtre du diocèse de Tours (1746)
60. Louis-François Toutain, 2e fois (1750)
61. J.-B. Duluc, prêtre du diocèse de Bazas (1753)
62. Pierre Ferai (janvier 1762)
63. Gilles Bellenger, prêtre. du diocèse de Beauvais (1762)
64. Lambert-Ignace-Joseph Riquez, prêtre du diocèse de Tournai (1764)
65. Marie-Louis-Urbain Cordonnier, clerc du diocèse d’Amiens (1783)